# Enrique Climent
Enrique Climent (Valencia, España, 1897 - Ciudad de México, 1980) fue un pintor y diseñador gráfico español, presente en el Pabellón Español de la Exposición Internacional de París de 1937, dos de cuyas obras se conservan en el Museo Nacional Centro de Arte Reina Sofía, como parte del  la colección del Museo Español de Arte Contemporáneo (MEAC). Exiliado en México, país en el que falleció a los 83 años de edad. Se le ha relacionado con el grupo impulsor en España del “Arte Nuevo”.

## Biografía
Nacido en una familia burguesa de la capital valenciana, a pesar de la oposición paterna, Climent estudió en la Escuela de Bellas Artes de San Carlos, y con una beca recibida en 1919, viajó a Madrid para completarlos en la de San Fernando. En la capital de España participó en la tertulia de Ramón Gómez de la Serna, para quien ilustró algunas greguerías, y en las actividades vanguardistas de la luego llamada primera Escuela de Vallecas, asociadas a la Sociedad de Artistas Ibéricos. También colaboró como ilustrador de la revista Blanco y Negro, e ilustrado libros de Elena Fortún, Azorín, Juan Manuel Díaz Caneja y Manuel Abril. Antes, en 1924 había estado durante dos años en París, donde llegó a diseñar algunas escenografías para espectáculos de ópera.
Participó en tres de las exposiciones de “Los Ibéricos” (San Sebastián en 1931, Copenhague en 1932 y Berlín en 1933), así como en las Exposiciones Internacionales de Arte Español Contemporáneo en París y Venecia en 1936.

### Exilio, muerte y reconocimiento posterior
Después de la Guerra Civil Española, periodo en el que pintó su cuadro El bombardeo (1937), fue uno de los exiliados españoles que en 1939 desembarcaron en Veracruz, tras la travesía del Sinaia, junto a otros intelectuales y artistas (como José Moreno Villa, Arturo Souto o Remedios Varo. En México, Climent acercó su estilo de vanguardia a las tendencias realistas de la década de 1940 pero sin coincidir con la ideología pictórica del muralismo mexicano. A partir de 1964,  alternó su residencia mexicana con estancias en Altea (Alicante). Murió en México en 1980.
Cuatro años después de su muerte, el Palacio de Bellas Artes de México, le dedicó una exposición monográfica. En España fue redescubierto a raíz de la muestra de dibujos de artistas españoles exiliados, reunida por Javier Tusell, como protagonista de aquel éxodo. De su periodo mexicano, en su mayor parte guardado en la colección de su hija, Isabel Climent, y otras colecciones privadas, es el retrato que de Juan Gil-Albert (1940) conservado en la Diputación provincial de Alicante.